# Frank Wilczek
Frank Wilczek (Mineola, New York, 1951. május 15. –) fizikai Nobel-díjas amerikai elméleti fizikus, matematikus, a Massachusetts Institute of Technology (MIT) professzora.

## Tudományos pályája
A B.Sc. fokozatot 1970-ben szerezte a Chicagói Egyetemen, az M.A. fokozatot matematikából a Princetoni Egyetemen 1972-ben, és a Ph.D. fokozatot fizikából szintén a Princetonon 1974-ben.
Több publikációja elérhető PDF formátumban az angol szócikkből.

## Nobel-díj
Hugh David Politzerrel és David Gross-szal megosztva 2004-ben megkapta a fizikai Nobel-díjat az erős kölcsönhatás elméletében jelentős szerepet játszó aszimptotikus szabadsággal kapcsolatos munkájáért.

## Családja
Betsy Devine-t 1973. július 3-án vette feleségül; két gyermekük van: Amity és Mira.

## Magyarul megjelent művei
- Alapelvek. A fizika tíz kulcsa a valósághoz; ford. Gerner József; Typotex, Budapest, 2024